# Нэстасе, Василий Андреевич
Василий Андреевич Нэстасе (рум. Vasile Năstase; род. 16 октября 1963, с. Мындрешты, Теленештский район, Молдавская ССР, СССР) — молдавский политик и журналист. Депутат парламента Республики Молдова I созыва, один из подписантов Декларации о независимости Республики Молдова.
Василий также один из лидеров протестного движения в Молдове в 2015—2016 годах и основатель гражданской Платформы «Достоинство и Правда».
Нэстасе в начале 1990-х годов был членом Исполнительного комитета Народного фронта Молдовы. В 1990 году 26-летний Василий был главой отдела газеты «Молодёжь Молдовы». В феврале-марте того же года он был избран в Верховный Совет Молдавской ССР от родного Теленештского района, став одним из самых молодых членов парламента.
Нэстасе был главным редактором газеты «Голос нации». Затем Василий работал директором EuTV Chișinău, а с 2008 года возглавил «Радио 10», вещающую полностью на румынском языке. Нэстасе стал директором EuTV Chișinău после того как в 2007 году EuTV и Antena C,
которые в то время время находились в управлении Муниципального совета Кишинёва, были приватизированы с помощью незаконных действий, при этом EuTV Chișinău оказалось под контролём ХДНП, Antena C под контролем ПКРМ. Позже Василий Нэстасе был обвинён группой журналистов EuTV в цензуре.
В 2015—2016 годах Василий Нэстасе принял активное участие в широкомасштабной протестной кампании, участники которой, выражая недовольство социально-экономической ситуацией в стране, требовали отставки правительства и президента, всенародного избрания президента и проведение досрочных парламентских выборов. В феврале 2015 года, Василий вместе со своим братом Андреем и другими активистами протестного движения, основал гражданское движение, названное ими Гражданская платформа «Достоинство и Правда».
C 2017 году по 2019 год — ведущий на телеканале Jurnal TV.

## Награды
В 1996 году Нэстасе был награждён медалью «За гражданские заслуги», а в 2012 году — Орденом Республики.
У Василия Нэстасе двое детей от двух браков.